# 马尔奈 (维埃纳省)
马尔奈（法語：Marnay，法語發音：[maʁnɛ]）是法国新阿基坦大区维埃纳省的一个市镇，属于普瓦捷区。

## 地理
马尔奈（46°23'46"N, 0°20'33"E）面积45.1 平方千米，位于法国新阿基坦大区维埃纳省，该省份为法国中西部省份，北起曼恩-卢瓦尔省和安德尔-卢瓦尔省，西接德塞夫勒省，南至夏朗德省，东南接上维埃纳省，东临安德尔省。
与马尔奈接壤的市镇（或旧市镇、城区）包括：昂谢、阿洛讷、尚帕涅圣伊莱尔、拉尔谢堡、让赛、日宰、马涅、圣莫里斯-拉克卢埃尔、维沃讷。

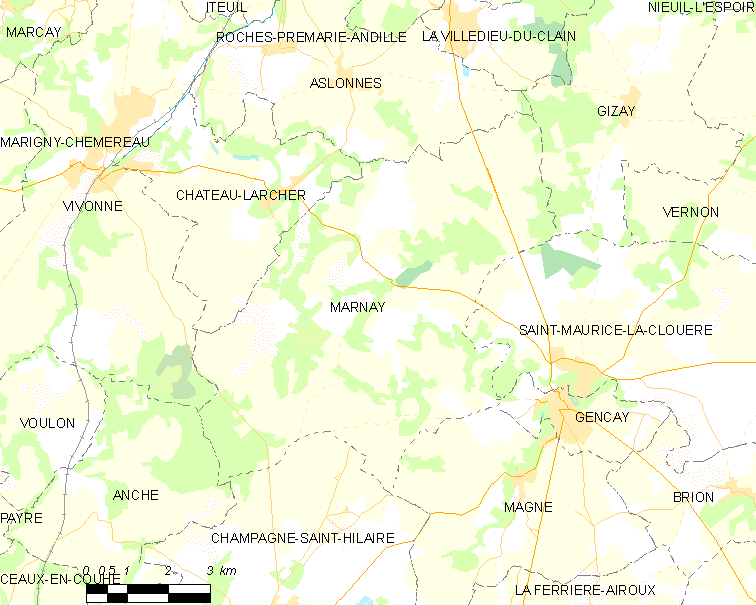
的OSM定位图

马尔奈的时区为UTC+01:00、UTC+02:00（夏令时）。

## 行政
马尔奈的邮政编码为86160，INSEE市镇编码为86148。

## 政治
马尔奈所属的省级选区为维沃讷县。

## 人口

1962-2008年间人口变化图示

马尔奈于2022年1月1日时的人口数量为714人。